# Langue grand-singe
La langue grand-singe est la langue parlée par les « Grands Singes » (ou « Manganis ») dans les ouvrages du cycle Tarzan d'Edgar Rice Burroughs. 
Un lexique bilingue français-singe et singe-français a été établi dans l'ouvrage de Francis Lacassin, Tarzan, paru chez 10/18. Par exemple, Eta-koho signifie chaleur, et nala, le ciel.
Des poèmes en langue grand-singe ont été « retrouvés » par Jacques Jouet, de l'Oulipo, et restitués dans son ouvrage Le Chant d’amour grand-singe, un corpus lyrique méconnu, fascicule n° 62 de la Bibliothèque oulipienne.
Un poème écrit en langue grand-singe est présent dans l'ouvrage d'Hervé Le Tellier, Joconde jusqu'à cent. Deux autres dans l'ouvrage de Frédéric Forte, Opéras-minute.